# Centralitaliens förenade provinser
Centralitaliens förenade provinser var en kortlivad stat som existerade mellan 1859 och 1860. Den styrdes av en militärregering skapad av Kungariket Sardinien. Staten bildades som en union av staterna Storhertigdömet Toscana, Hertigdömet Parma, Hertigdömet Modena och Reggio samt den norra delen av Kyrkostaten, efter att deras monarker avhysts av folkliga revolutioner.
Sedan i augusti 1859 hade de pro-piemontesiska regimerna i Toscana, Parma, Modena och den norra delen av Kyrkostaten ingått en grupp av militära fördrag. Den 7 november 1859 valde de Eugenio Emanuele di Savoia-Carignano till deras regent. Hursomhelst, godkände inte den sardiska kungen Viktor Emanuel II som var allierad med Frankrike den nya regenten och skickade istället Carlo Bon Compagni istället som en generalguvernör som ansvarade för de diplomatiska och militära angelägenheterna.
Den 8 december 1859 inkorporerades, de fyra staterna in till de Kungliga provinserna i Emilia.
Efter en folkomröstning 1860, där Frankrike garanterades Nice och Savojen annekterades staten av Kungariket Sardinien som senare skulle bilda dagens Italien.